# Александровка (Аургазинський район)
Алекса́ндровка (рос. Александровка, башк. Александровка) — присілок у складі Аургазинського району Башкортостану, Росія. Входить до складу Степановської сільської ради.
Населення — 179 осіб (2010; 191 в 2002).
Національний склад:
- чуваші — 91%